# Morris County, Kansas
Morris County är ett administrativt område i delstaten Kansas, USA, med 5 923 invånare. Den administrativa huvudorten (county seat) är Council Grove.

## Geografi
Enligt United States Census Bureau har countyt en total area på 1 820 km². 1 806 km² av den arean är land och 14 km² är vatten.

### Angränsande countyn
- Geary County - norr
- Wabaunsee County - nordost
- Lyon County - sydost
- Chase County - söder
- Marion County - sydväst
- Dickinson County - väst

### Orter
- Council Grove (huvudort)
- Dunlap
- Dwight
- Herington (delvis i Dickinson County)
- Latimer
- Parkerville
- White City
- Wilsey